# Concerto cho vĩ cầm

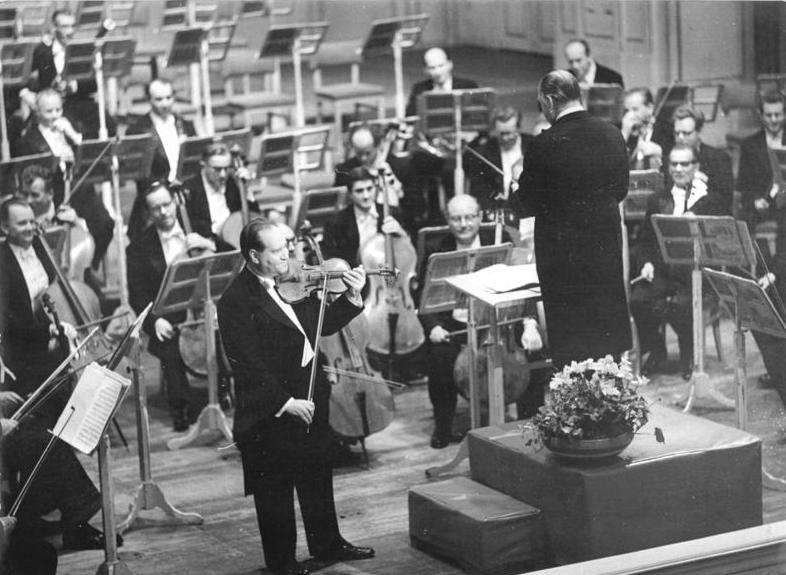
David Oistrakh đang biểu diễn một bản concerto cho vĩ cầm năm 1960

Concerto cho vĩ cầm là một bản hòa tấu dành cho vĩ cầm độc tấu (đôi khi là hai hoặc nhiều hơn) và các nhạc cụ khác hòa tấu (thường là dàn nhạc giao hưởng). Những tác phẩm như vậy đã được viết từ thời kỳ Baroque, khi hình thức concerto độc tấu lần đầu tiên được phát triển cho đến ngày nay. Nhiều nhà soạn nhạc lớn đã đóng góp vào các tiết mục hòa tấu vĩ cầm, với những tác phẩm được biết đến nhiều nhất bao gồm Bach, Bartók, Beethoven, Brahms, Bruch, Dvořák, Mendelssohn, Khachaturian, Mozart, Paganini, Prokofiev, Sarasate, Shostakovich, Sibelius, Tchaikovsky, và Vivaldi.
Theo truyền thống, một concerto thường gồm ba chương. Tuy nhiên một số nhà soạn nhạc thời kỳ hiện đại như Dmitri Shostakovich, Igor Stravinsky và Alban Berg đã tái cấu trúc lại thành bốn chương. Trong một số concerto dành cho vĩ cầm, đặc biệt là từ thời Baroque và thời hiện đại, vĩ cầm (hoặc một nhóm vĩ cầm) thường được biểu diễn kèm với một dàn nhạc hòa tấu thính phòng chứ không phải là một dàn nhạc giao hưởng — ví dụ, trong bài L'estro armonico của Vivaldi, ban đầu được sáng tác cho bốn vĩ cầm, hai vĩ cầm trầm, cello, và continuo, và trong bản concerto đầu tiên của Allan Pettersson thì sáng tác cho tứ tấu dây và vĩ cầm.

## Danh sách các bản concerto cho vĩ cầm
Các bản hòa tấu sau đây hiện được tìm thấy gần trung tâm của các tiết mục chính thống của phương Tây.
- John Adams
  - Concerto cho vĩ cầm (1993)
- Malcolm Arnold
  - Concerto for Two Violins and String Orchestra (1969)
- Johann Sebastian Bach
  - Concerto cho vĩ cầm cung La thứ, BWV 1041 (1717–1723)
  - Concerto cho vĩ cầm cung Mi trưởng, BWV 1042 (1717–1723)
  - Double Concerto cho vĩ cầm cung Rê thứ, BWV 1043 (1723)
- Samuel Barber
  - Concerto cho vĩ cầm, Op. 14 (1939)
- Béla Bartók
  - Concerto cho vĩ cầm số 1 (1908)
  - Concerto cho vĩ cầm số 2 (1938)
- Ludwig van Beethoven
  - Concerto cho vĩ cầm cung Rê trưởng, Op. 61 (1806)
- Alban Berg
  - Concerto cho vĩ cầm (1935)
- Ernest Bloch
  - Concerto cho vĩ cầm (1938)
- Nimrod Borenstein
  - Concerto cho vĩ cầm và dàn nhạc opus 60 (2013)
- Johannes Brahms
  - Concerto cho vĩ cầm cung Rê trưởng, Op. 77 (1878)
- Benjamcung Siritten
  - Concerto cho vĩ cầm (1939)
- Max Bruch
  - Concerto cho vĩ cầm số 1 cung Sol thứ, Op. 26 (1867)
  - Concerto cho vĩ cầm số 2 cung Rê thứ, Op. 44 (1878)
  - Concerto cho vĩ cầm số 3 cung Rê thứ, Op. 58 (1891)
- Frederick Delius
  - Concerto cho vĩ cầm
- Henri Dutilleux
  - L'Arbre des songes (1985)
- Antonín Dvořák
  - Concerto cho vĩ cầm cung La thứ, Op. 53 (1879–1880)
- Danny Elfman
  - Concerto cho vĩ cầm và dàn nhạc "Eleven Eleven" (2017)
- Edward Elgar
  - Concerto cho vĩ cầm cung Si thứ, Op. 61 (1910)
- Eduard Franck
  - Concerto cho vĩ cầm cung Mi thứ, Op. 30 (1855/1861)
  - Concerto cho vĩ cầm cung Rê trưởng, Op. 57 (1875)
- Richard Franck
  - Concerto cho vĩ cầm cung Rê trưởng, Op. 43 (1906)
- Hans Gal
  - Concerto cho vĩ cầm Op. 39 (1932)
  - Concertino cho vĩ cầm và dàn nhạc Op. 52 (1939)
- Philip Glass
  - Concerto cho vĩ cầm và dàn nhạc, số 1 (1987)
  - Concerto cho vĩ cầm và dàn nhạc, số 2, "The American Four Seasons" (2009)
- Alexander Glazunov
  - Concerto cho vĩ cầm cung La thứ, Op. 82 (1904)
- Karl Goldmark
  - Concerto cho vĩ cầm số 1 cung La thứ, Op. 28 (1877)
- Georg Friedrich Händel
  - Concerto cho vĩ cầm cung Si flat trưởng, HWV 288 (c. 1707)
- Joseph Haydn
  - Concerto cho vĩ cầm số 1 cung Đô trưởng, Hob. VIIa:1 (ca. 1765)
  - Concerto cho vĩ cầm số 2 cung Rê trưởng, Hob. VIIa:2 (1765, lost)
  - Concerto cho vĩ cầm số 3 in A trưởng, Hob. VIIa:3 "Melker Konzert" (ca. 1770)
  - Concerto cho vĩ cầm số 4 cung Sol trưởng, Hob. VIIa:4 (1769)
- Jennifer Higdon
  - Concerto cho vĩ cầm (2008)
- Paul Hindemith
  - Concerto cho vĩ cầm (1939)
- Robin Holloway
  - Concerto cho vĩ cầm Op. 70 (1990)
- Akira Ifukube
  - Rhapsodia Concertante cho vĩ cầm và dàn nhạc (1948)
  - Concerto cho vĩ cầm số 2 (1978)
- Shin'ichiro Ikebe
  - Concerto cho vĩ cầm, (1981)
- Joseph Joachim
  - Concerto cho vĩ cầm số 2 cung Rê thứ
- Mieczysław Karłowicz
  - Concerto cho vĩ cầm in A trưởng, Op. 8 (1902)
- Aram Khachaturian
  - Concerto cho vĩ cầm cung Rê thứ, Op. 46 (1940)
- Ståle Kleiberg
  - Concerto cho vĩ cầm số 1 (2005)
  - Concerto cho vĩ cầm số 2 (2017)
- Erich Wolfgang Korngold
  - Concerto cho vĩ cầm cung Rê trưởng, Op. 35 (1945)
- Édouard Lalo
  - Concerto cho vĩ cầm cung Fa trưởng, Op. 20 (1874)
  - Symphonie Espagnole (1874)
- Lowell Liebermann
  - Concerto cho vĩ cầm và dàn nhạc Op. 74 (2001)
- Avrohom Leichtling
  - Concerto cho vĩ cầm và dàn nhạc Op. 95 (1988–1991)
- György Ligeti
  - Concerto cho vĩ cầm (1992)
- Karol Lipiński
  - Concerto cho vĩ cầm số 1 Op. 14 cung Fa ♯ thứ (1822)
  - Concerto cho vĩ cầm số 2 "Militaire" Op. 21 cung Rê trưởng (1826)
  - Concerto cho vĩ cầm số 3 Op. 24 cung Mi thứ (1830–33)
  - Concerto cho vĩ cầm số 4 Op. 32 in A trưởng (1844)
- Wynton Marsalis
  - Concerto cho vĩ cầm (2019)
- Henri Marteau
  - Concerto cho vĩ cầm cung Đô trưởng, Op. 18 (1916)
- Bohuslav Martinů
  - Concerto cho vĩ cầm No 1 H 232b (1933)
  - Concerto cho vĩ cầm số 2 H 293 (1943)
- Felix Mendelssohn
  - Concerto cho vĩ cầm cung Rê thứ (1822)
  - Concerto cho vĩ cầm cung Mi thứ, Op. 64 (1844)
- Edgar Meyer
  - Concerto cho vĩ cầm (2000)
- Nikolai Myaskovsky
  - Concerto cho vĩ cầm cung Rê thứ, Op. 44 (1938)
- Wolfgang Amadeus Mozart
  - Concerto cho vĩ cầm số 1 cung Si♭ trưởng, K. 207 (1773), with alternative Rondo cung Si♭, K. 269/261a (added 1775–1777)
  - Concerto cho vĩ cầm số 2 cung Rê trưởng, K. 211 (1775)
  - Concerto cho vĩ cầm số 3 cung Sol trưởng, K. 216, Strassburg (1775)
  - Concerto cho vĩ cầm số 4 cung Rê trưởng, K. 218 (1775)
  - Concerto cho vĩ cầm số 5 in A trưởng, K. 219, Turkish (1775), with alternative Adagio cung Mi, K. 261 (added 1776)
  - Concerto cho vĩ cầm số 6 cung Mi-flat trưởng, K. 268 (Attributed to Johann Friedrich Eck, 1780–81)
  - Concerto cho vĩ cầm số 7 cung Rê trưởng, K. 271a, Kolb (Doubtful, 1777)
  - Adélaïde Concerto (Forgery by Marius Casadesus, 1933)
  - Concertone cung Đô trưởng, for two violins and orchestra, K. 190 (1774)
- Marjan Mozetich
  - Affairs of the Heart: Concerto cho vĩ cầm (1998)
- Carl Nielsen
  - Concerto cho vĩ cầm, Op. 33 (1911)
- Michael Nyman
  - Concerto cho vĩ cầm (2003)
- Niccolò Paganini
  - Concerto cho vĩ cầm số 1 cung Rê trưởng, Op. 6, MS 21 (ca. 1811–17)
  - Concerto cho vĩ cầm số 2 cung Si thứ, Op. 7, MS 48, La Campanella (1826)
  - Concerto cho vĩ cầm số 3 cung Mi trưởng, MS 50 (ca. 1826–30)
  - Concerto cho vĩ cầm số 4 cung Rê thứ, MS 60 (ca. 1829–30)
  - Concerto cho vĩ cầm số 5 cung La thứ, MS 78 (1830)
  - Concerto cho vĩ cầm số 6 cung Mi thứ, Op. posth., MS 75—probably the first to be written; only the solo part survives
- Manuel M. Ponce
  - Concerto cho vĩ cầm (1943)
- Gerhard Präsent
  - Concerto cho vĩ cầm Op. 73 (2015)
- André Previn
  - Concerto cho vĩ cầm "Anne-Sophie" (2001)
- Sergei Prokofiev
  - Concerto cho vĩ cầm số 1 cung Rê trưởng, Op. 19 (1917)
  - Concerto cho vĩ cầm số 2 cung Sol thứ, Op. 63 (1935)
- Behzad Ranjbaran
  - Concerto cho vĩ cầm (2002)
- Max Reger
  - Concerto cho vĩ cầm in A trưởng Op. 101 (1907–1908)
- Miklós Rózsa
  - Concerto cho vĩ cầm, Op. 24 (1953)
- Camille Saint-Saëns
  - Concerto cho vĩ cầm số 1 in A trưởng, Op. 20 (1859)
  - Concerto cho vĩ cầm số 2 cung Đô trưởng, Op. 58 (1858)
  - Concerto cho vĩ cầm số 3 cung Si thứ, Op. 61 (1880)
- Esa-Pekka Salonen
  - Concerto cho vĩ cầm (2009)
- Alfred Schnittke
  - Concerto số 1 cho vĩ cầm và dàn nhạc (1957, revised 1963)
  - Concerto số 2 cho vĩ cầm và dàn nhạc thính phòng (1966)
  - Concerto số 3 cho vĩ cầm và dàn nhạc thính phòng (1978)
  - Concerto số 4 cho vĩ cầm và dàn nhạc (1984)
- Arnold Schoenberg
  - Concerto cho vĩ cầm (1936)
- Robert Schumann
  - Concerto cho vĩ cầm, WoO 23 (1853)
- Laura Schwendinger
  - Concerto cho vĩ cầm "Chiaroscuro Azzurro"
- Dmitri Shostakovich
  - Concerto cho vĩ cầm số 1 cung La thứ, Op. 77 (1948, rev. 1955 as Op. 99)
  - Concerto cho vĩ cầm số 2 cung Đô♯ thứ, Op. 129 (1967)
- Aleksandr Shymko
  - Concerto cho vĩ cầm (2012)
- Peter Seabourne
  - Concerto cho vĩ cầm (with string orchestra) (2018)
- Jean Sibelius
  - Concerto cho vĩ cầm cung Rê thứ, Op. 47 (1904)
- Maddalena Laura Sirmen
  - Six Violcung Đôoncerti
- Igor Stravinsky
  - Concerto cho vĩ cầm (1931)
- Karol Szymanowski
  - Concerto cho vĩ cầm số 1, Op. 35 (1916)
  - Concerto cho vĩ cầm số 2, Op. 61 (1932–1933)
- Toru Takemitsu
  - Far calls. Coming, far! cho vĩ cầm và dàn nhạc (1980)
- Boris Tchaikovsky
  - Concerto cho vĩ cầm và dàn nhạc (1969)
- Pyotr Ilyich Tchaikovsky
  - Concerto cho vĩ cầm cung Rê trưởng, Op. 35 (1878)
- Daniel Theaker
  - Concerto cho vĩ cầm
- Henri Vieuxtemps
  - Concerto cho vĩ cầm số 1 cung Mi trưởng, Op. 10 (1840)
  - Concerto cho vĩ cầm số 2 cung Fa♯ thứ, Op. 19 (ca. 1835–36)
  - Concerto cho vĩ cầm số 3 in A trưởng, Op. 25 (1844)
  - Concerto cho vĩ cầm số 4 cung Rê thứ, Op. 31 (ca. 1850)
  - Concerto cho vĩ cầm số 5 cung La thứ, Op. 37, Grétry (1861)
  - Concerto cho vĩ cầm số 6 cung Sol trưởng, Op. 47/Op. posth. 1 (1865–1870)
  - Concerto cho vĩ cầm số 7 cung La thứ, Op. 49/Op. posth. 3
- Antonio Vivaldi — many, particularly:
  - L'estro Armonico, Op. 3 (1711)—twelve concertos
  - La stravaganza, Op. 4 (ca. 1714)
  - The Four Seasons (ca. 1725)—four concertos, the first four numbers of Il cimento dell'armonia e dell'inventione, Op. 8
- Giovanni Battista Viotti
  - Concerto cho vĩ cầm số 22 cung La thứ
- William Walton
  - Concerto cho vĩ cầm (1939)
- Henryk Wieniawski
  - Concerto cho vĩ cầm số 1 cung Fa♯ thứ, Op. 14 (1853)
  - Concerto cho vĩ cầm số 2 cung Rê thứ, Op. 22 (1862)
- John Williams
  - Concerto cho vĩ cầm và dàn nhạc (1976)
  - TreeSong: cho vĩ cầm và dàn nhạc (2000)
- Malcolm Williamson
  - Concerto cho vĩ cầm (1963–1964)
- Felix Woyrsch
  - Skaldische Rhapsodie cung Rê thứ, Op. 50 (1904)
- Pēteris Vasks
  - Tālā Gaisma ("Distant Light") (1996-7)
- He Zhanhao and Chen Gang
  - Butterfly Lovers' Concerto cho vĩ cầm (1959)

## Danh sách các tác phẩm khác cho vĩ cầm và dàn nhạc
- Béla Bartók
  - Violin Rhapsody số 1 (1929)
  - Violin Rhapsody số 2 (1928)
- Ludwig van Beethoven
  - Romance số 1 in G trưởng, op. 40 (1798–1802)
  - Romance số 2 cung Fa trưởng, op. 50 (1798–1802)
- Hector Berlioz
  - Rêverie et Caprice, Op. 8 (1841; 1842)
- Leonard Bernstein
  - Serenade, after Plato: Symposium (1954)
- Ernest Bloch
  - Baal Shem (1939)
- Max Bruch
  - Romance cung La thứ, op. 42 (1874)
  - Scottish Fantasy, op. 46 (1880)
  - Adagio Appassionato in C♯ thứ, op. 57 (1890)
  - In memoriam, op. 65 (1893)
  - Serenade cung La thứ, op. 75 (1899–1900)
  - Konzertstück in F♯ thứ, op. 84 (ca. 1911)
- Ernest Chausson
  - Poème, op. 25 (1896)
- John Corigliano
  - Chaconne from The Red Violin
- Antonín Dvořák
  - Romance in F thứ, op. 11 (1877)
- Richard Franck
  - Serenade in A trưởng, op. 25 (1896)
- Takekuni Hirayoshi
  - Requiem cho vĩ cầm và dàn nhạc
- Joe Hisaishi
  - Interior Symphony for Electric Violin and Chamber Orchestra (2015)
- Jules Massenet
  - "Méditation" from Thaïs (1894)
- Wolfgang Amadeus Mozart
  - Adagio in E trưởng, K. 261 (1776)
  - Rondo in B♭ trưởng, K. 261a (1776)
  - Rondo cung Đô trưởng, K. 373 (1781)
- Arvo Pärt
  - Fratres for violin, string orchestra and percussion (1992)
  - Darf ich... for violin, bells and string orchestra (1995/1999)
- Maurice Ravel
  - Tzigane (1924)
- Laurence Rosenthal
  - Prophetic Voices for violin, percussion and orchestra
- Camille Saint-Saëns
  - Introduction and Rondo Capriccioso cung La thứ, op. 28 (1863)
  - Romance cung Đô trưởng, op. 48 (1874)
  - Morceau de concert in G trưởng, op. 62 (1880)
  - Havanaise in E trưởng, op. 83 (1887)
  - Caprice andalous in G trưởng, op. 122 (1904)
- Pablo de Sarasate
  - Zigeunerweisen, op. 20 (1878)
  - Carmen Fantasy, op. 25 (1883)
  - Miramar-Zortzico, op. 42 (1899)
  - Introduction and Tarantella, op. 43 (1899)
- Akira Senju
  - Sai Fog for violin and string orchestra (1994)
  - Four Seasons for violin and string orchestra (2004)
- Franz Schubert
  - Konzertstück in D trưởng, D. 345 (1816)
  - Rondo in A trưởng, D. 438 (1816)
  - Polonaise in B♭ trưởng, D. 580 (1817)
- Robert Schumann
  - Fantasy cung Đô trưởng, Op. 131 (1853)
- Josef Suk
  - Fantasy in G thứ, Op. 24
- Toru Takemitsu
  - Nostalghia—In Memory of Andrei Tarkovsky for violin and string orchestra (1987)
- Pyotr Ilyich Tchaikovsky
  - Sérénade mélancolique, Op. 26 (1875)
  - Souvenir d'un lieu cher, Op. 42 (written for violin and piano in 1878; arranged cho vĩ cầm và dàn nhạc by Alexander Glazunov in 1896)
  - Valse-Scherzo, Op. 34 (1877)
- Andrew Thomas
  - Premonitions (2017, written for violinist Claudia Schaer and North/South Ensemble)
- John Williams
  - Markings for solo violin, strings and harp (2017)
- Ralph Vaughan Williams
  - The Lark Ascending (1914)
- Henryk Wieniawski
  - Polonaise de Concert số 1, Op. 4 (sometimes known as Polonaise Brillante; 1853)
  - Légende in G thứ, op. 17 (1859)
  - Fantasy brillante on Gounod's "Faust", op.20